# 卡盤

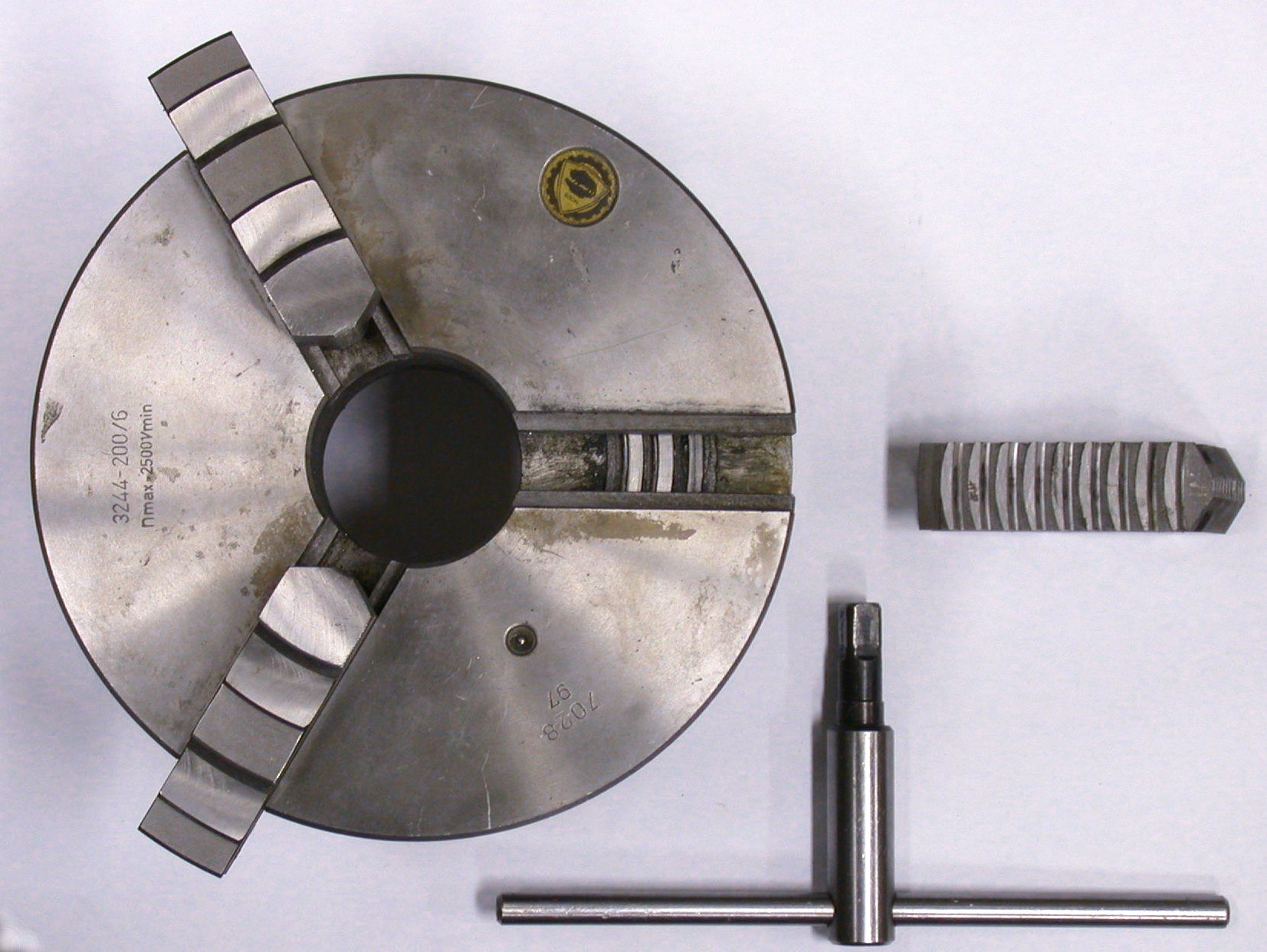
一个自定心的三爪卡盘及其配套的夹头扳手，其一爪被卸下并倒置以显示其齿状结构。可以用夹头扳手移动三个爪，从而放松或夹紧工件。

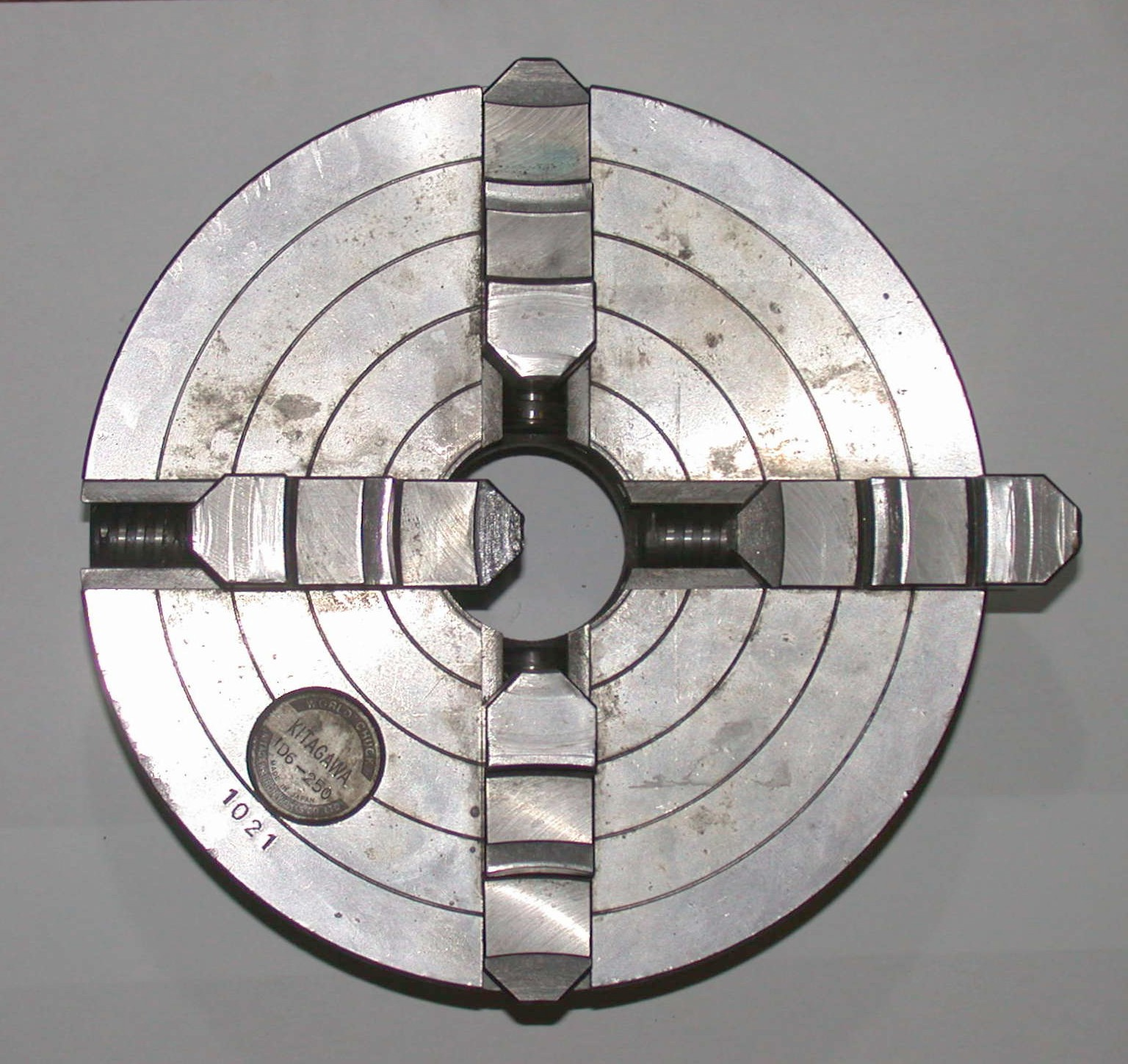

卡盘是机床上用来夹紧工件的机械装置。

## 卡爪
卡盘通常使用卡爪来夹住工具或工件，通常以径向对称的方式排列。一些车床上的卡盘有独立移动的卡爪，使其能够夹住不规则形状的物体。更复杂的设计会有特殊形状的卡爪、更多数量的卡爪、快速释放机制等。 
卡盘可以使用磁力、真空或夹头来代替卡爪，夹头是柔性套环或套筒。 
双顶尖装夹方式适用于较长或加工工序较多的零件，一般用于精加工。 

## 分类
依卡盘爪数可分为：
1. 两爪卡盘
2. 三爪卡盘
3. 四爪卡盘
4. 六爪卡盘
5. 特殊卡盘

其中，三爪卡盘是车床上应用最广的通用夹具，能自动定心，但夹紧力较小，精度一般，约为0.05～0.15mm。若需较大夹紧力，可选用四爪卡盘。
四爪卡盘由于四个卡爪均可独立移动，因此可安装截面为椭圆、方形、长方形等不规则形状的工件。同时，四爪卡盘比三爪卡盘的夹紧力大，所以常用来安装较大的圆形工件。
依动力可以分为：
- 單动卡盘：通常為四爪卡盘，每個爪各自運動，適用於不規則狀工作物。
- 連动卡盘：通常為三爪卡盘，三爪同時運動，適用於規則狀工作物。
- 兩用卡盘：可以各自運動，也可同時運動。
- 电磁卡盘：卡盘上沒有爪，利用電磁鐵將工作物附著在卡盘上。
- 液压卡盘：由液壓做驅動的卡盘
- 电动卡盘：由電動機驅動的卡盘
- 机械卡盘

依结构还可以分为：
1. 中空型
2. 中实型